# 하트브레이커스 (영화)
《하트브레이커스》(영어: Heartbreakers)는 미국에서 제작된 데이비드 머킨 감독의 2001년 로맨틱 범죄 코미디 영화이다. 시고니 위버, 제니퍼 러브 휴잇, 레이 리오타, 제이슨 리, 진 해크먼 등이 출연하였고, 존 데이비스 등이 제작에 참여하였다.
이 영화를 통해 시고니 위버는 2003년 제7회 새틀라이트상 여우주연상 후보에 올랐다.

## 줄거리
맥스와 페이지는 모녀 사기꾼 팀이다. 엄마인 맥스가 부자와 결혼하면 딸 페이지가 새 남편을 유혹하고 두 사람이 야릇한 모습으로 있는 현장에 맥스가 들이닥쳐 이혼 위자료를 챙기는 게 이들의 수법이다.
페이지는 맥스에게 이제 독자 행동을 하고 싶다고 통보한다. 하지만 곧 국세청(IRS)에서 그간 은행에 모아둔 두 사람의 저축금을 몰수했다는 걸 알게 된다. 페이지는 맥스와 마지막으로 팜비치에서 거하게 한탕하여 IRS에 돈을 갚고 자립 자금도 마련하기로 한다.

## 출연
- 시고니 위버 - 맥스 코너스 / 앤절라 나디노 / 울가 예바노바 역
- 제니퍼 러브 휴잇 - 페이지 코너스 / 제인 헬스트럼 역
- 레이 리오타 - 딘 커마노 / 비니 스태글리아노 / 스탠리 역
- 제이슨 리 - 잭 위스로 역
- 앤 밴크로프트 - 글로리아 보걸 / 바버라 역
- 제프리 존스 - 애펄 역
- 진 해크먼 - 윌리엄 B. 텐지 역
- 노라 던 - 마드레스 양 역
- 리키 제이 - 도슨의 경매인 역
- 세라 실버먼 - 린다 역
- 잭 갤리퍼내키스 - 빌 역
- 캐리 피셔 - 서핀 씨 역
- 일리아 배스킨 - 블라디미르 역
- 케빈 닐런 - 바의 남자 역
- 데이비드 머킨 - 잭의 변호사 역
- 퍼트리샤 벨처 - 호텔 청소부 역

## 기타 제작진
- 라인 제작: 리처드 스텐타
- 배역: 주얼 베스트럽, 진 매카시
- 미술: 릴리 킬버트
- 의상: 게리 존스, 앤 로스
- 주제곡 작곡: 대니 엘프먼
- 음악 감독: 모린 크로

## 홈 미디어
이 영화는 2001년 10월 2일 VHS와 DVD로 출시되었다. 2019년 11월 24일 블루레이로 출시되었다.

## 우리말 녹음
MBC 성우진 (2002년 11월 2일 )
- 윤소라 - 맥스 (시고니 위버)
- 최수진 - 페이지 (제니퍼 러브 휴잇)
- 신성호 - 딘 (레이 리오타)
- 황일청 - 텐지 (진 해크먼)
- 박조호 - 잭 (제이슨 리)
- 전임복 - 마드레스 (노라 던)
- 김은영 - 글로리아 (앤 밴크로프트)
- 김지영
- 이상훈
- 이자옥
- 최한
- 표영재
- 방성준
- 이원찬
- 정재헌